# وییس‌لی
وییس‌لی (به لاتین: Veyisli، تا ۳ ژوئیه ۱۹۹۸ چالابرتی Çalaberti) یک منطقه مسکونی در جمهوری آذربایجان است که در شهرستان گران‌بوی واقع شده است. وییس‌لی ۸۸۷ نفر جمعیت دارد.